# روث كالديرون
روث كالديرون (بالعبرية : רות קלדרון ) من مواليد 25 سبتمبر 1961 أكاديميه وسياسيه إسرائيليه. عملت كعضوة في الكنيست لـ حزب هناك مستقبل بين عامي 2013 و2015.

## حياتها
ولدت روث كالديرون في تل أبيب عام 1961 لأب من اليهود السفارديم من بلغاريا ، حيث هاجر إلى فلسطين في فترة أثناء الإنتداب البريطاني وأم ألمانية من اليهود الأشكناز ، حصلت على درجة البكالوريوس في الكتاب المقدس والفلسفة والفكراليهودي في كلية أورانيم ، وحصلت على شهادة الماجستير والدكتوراه من الجامعة العبرية في القدس في 2007 في التلمود ، هي مطلقة ولديها ثلاثة أبناء وتعيش في تل أبيب . وتشغل وظيفة كبير باحثين في معهد شالوم هارتمان و عضو بمعهد ماندل للقيادة بالقدس.

## الحياة البرلمانية
في عام 2012 انضمت كالديرون إلى حزب هناك مستقبل تم انتخاب كالديرون لدورة الكنيست التاسعة عشرة في المركز الثالث عشرعلى قائمة هناك مستقبل ، وشغلت منصب نائب رئيس الكنيست وانضمت إلى اللجان التالية به (عضو في لجنة التربية والتعليم - عضو في لجنة شؤون مراقبة الدولة ) ، وتشارك في العديد من مجموعات الضغط في الكنيست ( تجمع التجدد اليهودي - لجنة الثقافة البرلمانية - لجنة الأدب الإسرائيلي وتشجيع القراءة - الأعضاء الكنيست من الإناث )  في يونيو 2013 قدمت مشروع «قانون القوم» للكنيست الذي يعتبر الدولة ذات هوية يهودية ، في انتخابات الكنيست العشرين تم وضعها في المرتبة 15 ولم توفق لدخول الكنيست.

## مؤلفاتها
- (السوق. البيت. القلب) (صدر في عام 2001 ، دار كيتر للنشر) تمت ترجمة الكتاب إلى اللغة الإنجليزية والإسبانية .
- (ألفا بيتا تلمودي ) (يديعوت احرونوت ، 2014).
- (قصة عن المطر) وهي قصة للأطفال نشرتها مكتبة بيما 2016.